# Behzat Ç.
 (janvier 2024).
La mise en forme du texte ne suit pas les recommandations de Wikipédia : il faut le « wikifier ».
Les points d'amélioration suivants sont les cas les plus fréquents :
- Les titres sont pré-formatés par le logiciel. Ils ne sont ni en capitales, ni en gras.
- Le texte ne doit pas être écrit en capitales (les noms de famille non plus), ni en gras, ni en italique, ni en « petit »…
- Le gras n'est utilisé que pour surligner le titre de l'article dans l'introduction, une seule fois.
- L'italique est rarement utilisé : mots en langue étrangère, titres d'œuvres, noms de bateaux, etc.
- Les citations ne sont pas en italique mais en corps de texte normal. Elles sont entourées par des guillemets français : « et ».
- Les listes à puces sont à éviter, des paragraphes rédigés étant largement préférés. Les tableaux sont à réserver à la présentation de données structurées (résultats, etc.).
- Les appels de note de bas de page (petits chiffres en exposant, introduits par l'outil «  Source ») sont à placer entre la fin de phrase et le point final[comme ça].
- Les liens internes (vers d'autres articles de Wikipédia) sont à choisir avec parcimonie. Créez des liens vers des articles approfondissant le sujet. Les termes génériques sans rapport avec le sujet sont à éviter, ainsi que les répétitions de liens vers un même terme.
- Les liens externes sont à placer uniquement dans une section « Liens externes », à la fin de l'article. Ces liens sont à choisir avec parcimonie suivant les règles définies. Si un lien sert de source à l'article, son insertion dans le texte est à faire par les notes de bas de page.
- La présentation des références doit suivre les conventions bibliographiques. Il est recommandé d'utiliser les modèles {{Ouvrage}}, {{Chapitre}}, {{Article}}, {{Lien web}} et/ou {{Bibliographie}}. Le mode d'édition visuel peut mettre en forme automatiquement les références.
- Insérer une infobox (cadre d'informations à droite) n'est pas obligatoire pour parachever la mise en page.

Pour une aide détaillée, merci de consulter Aide:Wikification.
Si vous pensez que ces points ont été résolus, vous pouvez retirer ce bandeau et améliorer la mise en forme d'un autre article.
 Pour plus de détails, voir Fiche technique et Distribution
Behzat Ç. est une production turque composée de trois séries télévisées et de deux films.

## Séries télévisées

### Behzat Ç. Bir Ankara Polisiyesi(2010–2013, 2019)
Behzat Ç. est un policier brutal, violent et moralement ambigu qui dirige le département des homicides à Ankara. Son équipe est composée de cinq personnes : Harun, Hayalet (Fantôme), Akbaba (Vautour), Cevdet, Selim et Eda. Behzat Ç et son équipe travaillent généralement avec le procureur Esra, qui deviendra plus tard son amour. Ils poursuivent les criminels avec persévérance et résolvent des meurtres tout en s'impliquant parfois (et généralement à contrecœur) dans différentes affaires.

### Saygı: Bir Ercüment Çözer Dizisi (2020–2021)
Il s'agit d'une série dérivée sur les activités d'Ercüment Çözer à Istanbul.

### Çekiç ve Gül: Bir Behzat Ç. Hikayesi (2022–2024)
La série Çekiç ve Gül : Bir Behzat Ç. Hikayesi est basée sur le roman "Çekiç ve Gül" d'Emrah Serbes. Elle a été diffusée pour la première fois le 6 décembre 2022 sur BluTv.

## Films de cinéma

### Behzat Ç. Seni Kalbime Gömdüm (2011)
Behzat Ç. Seni Kalbime Gömdüm est le film théâtral de la série télévisée basée sur le deuxième roman Son Hafriyat d'Emrah Serbes, qui a également écrit le scénario du film. Réalisé par Serdar Akar, il raconte l'histoire d'un tueur de flic connu sous le nom de Red Kit (la traduction turque du nom du personnage de dessin animé Lucky Luke).

### Behzat Ç. Ankara Yanıyor (2013)
Deuxième film sorti en 2013.

## Distribution
| Personnages            | Séries télévisées et films (par ordre chronologique) | Séries télévisées et films (par ordre chronologique) | Séries télévisées et films (par ordre chronologique) | Séries télévisées et films (par ordre chronologique) | Séries télévisées et films (par ordre chronologique) | Séries télévisées et films (par ordre chronologique) | Séries télévisées et films (par ordre chronologique) | Séries télévisées et films (par ordre chronologique) |
| Personnages            | Behzat Ç. Bir Ankara Polisiyesi (2010–2013, 2019)    | Behzat Ç. Seni Kalbime Gömdüm (2011)                 | Behzat Ç. Ankara Yanıyor (2013)                      | Saygı: Bir Ercüment Çözer Dizisi (2020–2021)         | Çekiç ve Gül: Bir Behzat Ç. Hikayesi (2022–2024)     |                                                      |                                                      |                                                      |
| ---------------------- | ---------------------------------------------------- | ---------------------------------------------------- | ---------------------------------------------------- | ---------------------------------------------------- | ---------------------------------------------------- | ---------------------------------------------------- | ---------------------------------------------------- | ---------------------------------------------------- |
| Personnages principaux |                                                      |                                                      |                                                      |                                                      |                                                      |                                                      |                                                      |                                                      |
| Behzat Ç.              | Erdal Beşikçioğlu                                    | Erdal Beşikçioğlu                                    | Erdal Beşikçioğlu                                    |                                                      | Erdal Beşikçioğlu                                    |                                                      |                                                      |                                                      |
| Hayalet                | İnanç Konukçu                                        | İnanç Konukçu                                        | İnanç Konukçu                                        |                                                      | İnanç Konukçu                                        |                                                      |                                                      |                                                      |
| Akbaba                 | Berkan Şal                                           | Berkan Şal                                           | Berkan Şal                                           |                                                      | Berkan Şal                                           |                                                      |                                                      |                                                      |
| Harun Sinanoğlu        | Fatih Artman                                         | Fatih Artman                                         | Fatih Artman                                         |                                                      |                                                      |                                                      |                                                      |                                                      |
| Eda Akkaya             | Seda Bakan                                           | Seda Bakan                                           | Seda Bakan                                           |                                                      |                                                      |                                                      |                                                      |                                                      |
| Esra Bulut             | Canan Ergüder                                        | Canan Ergüder                                        |                                                      |                                                      |                                                      |                                                      |                                                      |                                                      |
| Cevdet                 | Berke Üzrek                                          | Berke Üzrek                                          |                                                      |                                                      |                                                      |                                                      |                                                      |                                                      |
| Selim                  | Hakan Hatipoğlu                                      | Hakan Hatipoğlu                                      |                                                      |                                                      |                                                      |                                                      |                                                      |                                                      |
| Şevket Ç.              | Ege Aydan                                            | Ege Aydan                                            |                                                      |                                                      | Ege Aydan                                            |                                                      |                                                      |                                                      |
| Ercüment Çözer         | Nejat İşler                                          |                                                      | Nejat İşler                                          | Nejat İşler                                          |                                                      |                                                      |                                                      |                                                      |
| Memduh Başgan          | Güven Kıraç                                          |                                                      |                                                      |                                                      | Güven Kıraç                                          |                                                      |                                                      |                                                      |